# Termodinamikai állapotváltozás
Állapotváltozás a termodinamikában olyan folyamat, melynek során egy termodinamikai rendszer állapotát leíró jellemzőkben, az úgynevezett állapotjelzőkben változás következik be. Ilyen állapotjelző például a nyomás, hőmérséklet, fajlagos térfogat, entalpia, entrópia, belső energia. Az ideális gázok állapotváltozásai megfordíthatók, a reális gázok állapotváltozásai azonban lehetnek irreverzibilisek.

## Folyamatok konjugált változópárok szerint

### Mechanikai változók: nyomás és térfogat
A nyomás-térfogat konjugált változópár változása a rendszeren vagy a rendszer által végzett munkával kapcsolatos.
- Izobár állapotváltozás során a rendszer nyomása állandó.
- Izochor állapotváltozás során a rendszer fajlagos térfogata állandó.

Az állandó nyomású vagy állandó térfogatú állapotváltozáshoz hőközlésre vagy hőelvonásra van szükség.

### Termikus változók: hőmérséklet és entrópia
A hőmérséklet-entrópia konjugált változópár változása a rendszer által felvett vagy leadott hővel kapcsolatos.
- Izoterm állapotváltozás során a rendszer hőmérséklete állandó.
- Izentropikus állapotváltozás során a rendszer entrópiája állandó. Ideális gázok esetében az adiabatikus állapotváltozás izentropikus is, illetve minden reverzibilis izentropikus állapotváltozás adiabatikus. Adiabatikus állapotváltozás akkor következik be, ha a közeg és környezete között nem lehetséges hőközlés.

## Izentalpikus állapotváltozás
Az izentalpikus folyamat során a rendszer entalpiája állandó.
Izentalpikus folyamat a fojtás (Joule–Thomson-effektus), amelyet szűk nyíláson, lefojtott szelepen vagy porózus anyagon átáramlás közben szenved el a gáz. A folyamat végén a hőtartalom (entalpia) megegyezik a kiinduló állapotéval, a nyomás lecsökken. A hőmérséklet ideális gázoknál változatlan, gőzöknél csökken az állapotváltozás során, az entrópia nő.

## Politropikus állapotváltozás
A politropikus állapotváltozásra igaz a {\displaystyle pV^{\,n}=C} egyenlet, ahol {\displaystyle p} a nyomás, {\displaystyle V} a Térfogat, {\displaystyle n} a politropikus kitevő, {\displaystyle C} pedig konstans. Ez a legáltalánosabb állapotváltozás. A hőközlés a környezettel tetszőleges.

## Kvázisztatikus
A kvázisztatikus állapotváltozás egy idealizált modell, amely végtelenül lassan megy végbe. Egy valós folyamat sem ilyen. Kvázisztatikus folyamat során a rendszer állapota az egyensúlyi állapothoz végtelenül közeli állapotokon megy keresztül